# 丸六食品
丸六食品株式会社（まるろくしょくひん）は、日本の蒲鉾・黒はんぺん等の魚肉練り製品を製造する水産加工食品メーカー。本社は静岡市駿河区にある。

## 沿革
- 1953年（昭和28年） - 静岡市東森下町（現・静岡市駿河区さつき町）に、株式会社丸六印焼竹輪静岡魚市場工場を設立。
- 1959年（昭和34年） - 「丸六食品株式会社」に改称。

## その他
- 社名ロゴの「六」の字は、点の部分が左端に寄った字体を採用している。
- 静岡おでんの具材セットを通信販売している。

## 関連リンク
- 丸六食品株式会社
- うえずみのる - 同社のコマーシャルに長年出演している俳優・タレント